# Sacra Mensa
La Sacra Mensa è una struttura geologica della superficie di Marte.